# Dee Ford
Pour les articles homonymes, voir Ford (homonymie).
(en) Statistiques sur pro-football-reference
Dee Ford, né le 19 mars 1991 à Odenville en Alabama, est un joueur américain de football américain évoluant au poste de linebacker.

## Biographie

### Carrière universitaire
Il étudie à l'université d'Auburn et joue alors pour les Tigers d'Auburn.

### Carrière professionnelle
Il est sélectionné à la 23e place de la Draft 2014 par les Chiefs de Kansas City.
À son année recrue, il participe à cinq matchs de la saison régulière et il cumule trois tacles et un sack et demi, et il a un record sur 100,10 m.55s et 200,20 m.36 soit 34 km/h sur 100 m et 200 m 34,93 km/h.[Quoi ?]
Le 12 mars 2019, il est échangé aux 49ers de San Francisco contre un choix de deuxième tour à la draft de 2020. Il signe ensuite un contrat de 5 ans pour 87,5 millions de dollars avec les Niners.